# Ексон Мобил
ExxonMobil е американска транснационална компания за добив и преработка на нефт и природен газ, най-големият пряк наследник на Standard Oil на Джон Рокфелер. Седалището ѝ е разположено близо до предградието на Хюстън Спринг, щат Тексас, въпреки че официално е регистрирана в щата Ню Джърси.
През 2007 г. заема 2-ро място в списъка на най-големите публични американски компании Fortune 1000 и в списъка на най-големите световни корпорации Fortune Global 500.
Към 2012 г. е най-голямата корпорация в света по пазарна капитализация (408,78 млрд. щ.д.) и по приходи (44,88 млрд. щ.д.).
ExxonMobil е една от най-големите и влиятелни компании в света. От момента на сливането си компанията варира от първата до десетата публично търгувана компания по приходи и има една от най-големите пазарни капитализации от всяка компания. Към 2023 г. в последния рейтинг Fortune 500 ExxonMobil заема трето, а в Fortune Global 500 – дванайсто място. Това е най-голямата в света петролна компания, която е собственост на инвеститори, най-голямата петролна компания със седалище в Западния свят и най-голямата от големите петролни компании както по отношение на производството, така и по пазарна стойност. ExxonMobil е второто по големина нефтопреработващо предприятие в света, отстъпвайки само на Sinopec, има 21 рафинерии с обща мощност на преработка 4,9 млн. барела (780 000 m³) за денонощие. Около 55,56% от акциите на компанията принадлежат на институции, най-големите от които към 2019 г. са The Vanguard Group (8,15%), BlackRock (6,61%) и State Street Corporation (4,83%).

## История
Сегашната корпорация е резултат от сливането на компаниите Exxon и Mobil през ноември 1999 г. И двете са наследници на Standard Oil на Рокфелер, принудително разделена от правителството на няколко по-малки компании през 1911 г.

## Критика
Името на компанията е замесено в една от най-големите екологични катастрофи в американската история. На 24 март 1989 танкерът Exxon Valdez претърпява корабокрушение край бреговете на Аляска. В резултат от катастрофата в морето се изливат 260 хиляди барела нефт (около 40,9 милиона литра) и се образува огромно нефтено петно с размери 28 000 km². Впоследствие компанията е осъдена да изплати над 300 милиона долара обезщетение на местните жители, както и глоба в размер на 507,5 милиона долара.